# Климентьевский заказник
«Климентьевский заказник» (укр. Климентівський заказник) — часть Гетьманского национального природного парка (с 2009 года), гидрологический заказник (1979—2009), расположенный на территории Ахтырского района (Сумская область, Украина).
Площадь — 1 007,5 га.

## История
Климентьевский заказник местного значения был создан 25 декабря 1979 года решением Облисполкома № 662. 9 декабря 1998 года реорганизован в заказник общегосударственного значения, согласно Указу Президента Украины № 1341/98. В 2009 году вошёл в состав нового Гетьманского национального природного парка.

## Описание
Заказник создан с целью охраны водно-болотных угодий и луговых комплексов в пойме реки Ворскла.
Ближайший населённый пункт — село Климентово, город — Ахтырка.

## Природа
Вдоль берегов меандрированного русла реки и стариц произрастают тростник и рогоз (широколистный и узколистный). Растительность представлена преимущественно пойменными лугами, а также болотной растительностью. Здесь встречаются кувшинки белые и кубышки жёлтые.
В зарослях прибрежной растительности обитают цапля (серая, рыжая, белая), большая выпь, малая выпь. Заказник является местом гнездования птиц.